# Tarapur (Maharashtra)
Tarapur (Marathi तारापुर, Tārāpur) ist eine Kleinstadt in Maharashtra. Sie liegt im Distrikt Palghar und hat etwa 7000 Einwohner.

## Geographische Lage
Sie ist eine Industriestadt, die 45 km nördlich von Virar an der westlichen Eisenbahnlinie von Mumbai liegt. Der nächste Bahnhof ist in Boisar. Zu erreichen ist sie auch über die nationale Fernstraße NH 8 (Lage ca. 20 km abseits).

## Atomindustrie

### Kernkraftwerk
Das Kernkraftwerk Tarapur (kurz TAPS (Tarapur Atomic Power Station) genannt) beherbergt zwei Siedewasserreaktoren mit einer Leistung von jeweils 160 MW, die ersten die in Asien gebaut wurden und zwei neue CANDU-Reaktoren (PHWR) mit 540 MW Leistung. Die beiden Schwerwasserreaktoren sind die bisher leistungsstärksten in Indien. Sie wurden 7 Monate vor dem Zeitplan fertiggestellt und kosteten erheblich weniger als zuvor kalkuliert.
Die älteren Reaktoren wurden von den amerikanischen Unternehmen Bechtel und GE errichtet, die beiden neuen von den indischen Unternehmen L&T und Gammon. Das gesamte Kraftwerk wird von der Nuclear Power Corporation of India Limited betrieben. Des Personal, das im Kraftwerk arbeitet, wohnt in einem Wohnkomplex, der T.A.P.S. Kolonie genannt wird. Dieser Wohnkomplex ist fünfzehn Minuten vom Bahnhof in Boisar entfernt. Er wurde ebenfalls von Bechtel errichtet, um sowohl indische als auch amerikanische Angestellte zu beherbergen. Weil der Komplex auch für amerikanische Ingenieure und Techniker gedacht war, hat er das Aussehen einer amerikanischen Kleinstadt mit ordentlichen Gehsteigen, geräumigen Häusern, Tennisplätzen und einem Freibad. Während die Amerikaner längst fort sind, gedeiht der Wohnkomplex immer noch prächtig.

### Atomares Endlager
Das Endlager Tarapur wurde 1968 in Betrieb genommen. Es ist für schwach- und mittelaktiven Atommüll gedacht. Bedenklich ist, dass es sehr oberflächennah angelegt wurde.

## Industriegelände
Tarapur besitzt ein riesiges Industriegelände, das hauptsächlich Arzneimittelhersteller, Firmen für Spezialchemikalien und Stahlwerke beherbergt. Auch Firmen der Textilindustrie haben sich dort angesiedelt.

## Infrastruktur
Wie bereits oben erwähnt wurde während der Zeit, in der die Amerikaner am Bau des KKW beteiligt waren, viel für die Stadt Tarapur getan. Tarapur ist auch bekannt für seine guten Schulen und Krankenhäuser. Die Straßen sind ebenfalls gut ausgebaut.